# تشينغ هونغ أيك
تشينغ هونغ أيك (بالملايوية: Ching Hong Aik)‏ هو لاعب كرة قدم ماليزي في مركز الدفاع، ولد في 30 نوفمبر 1973 في ملقا في ماليزيا. شارك مع منتخب ماليزيا لكرة القدم. أما مع النوادي، فقد لعب مع نيجري سمبيلان ‏.

## وصلات خارجية
- تشينغ هونغ أيك على موقع Soccerway.com (الإنجليزية)